# Erettore

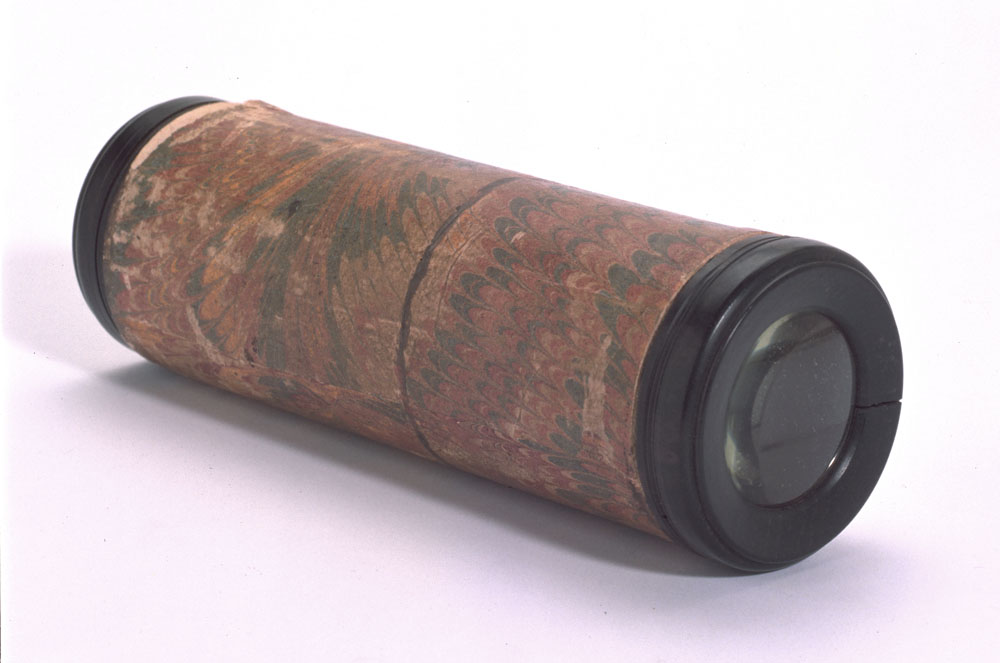
Tubo erettore di oculare composto, conservato al Museo Galileo di Firenze.

L'erettore è un sistema ottico aggiuntivo, utilizzato per raddrizzare le immagini invertite degli obiettivi telescopici.
Solitamente è costituito da due lenti positive convergenti, da usare per convertire i telescopi in cannocchiali terrestri, ed insieme alla lente oculare (o gruppo di lenti), formano "l'oculare composto".
Il tubo erettore è un elemento tipico dei cannocchiali terrestri, in particolare di quelli costruiti da Eustachio Divini (1610-1685) e da Giuseppe Campani (1635-1715). 